# Ingerana alpina
Ingerana alpina és una espècie de granota de la família dels rànids. Es troba a Dayangdong, al Medog, Regió Autònoma del Tibet (Xina), a una altitud d'uns 3.100 metres. Els seus límits distribucionals són desconeguts i és probable que siguin més amplis. La mida de la població és escassa.
Viu sota la molsa dels boscos. Probablement es reprodueix en terra ferma i té un desenvolupament directe.